# Mesocepon tosizimensis
Mesocepon tosizimensis là một loài chân đều trong họ Bopyridae. Loài này được Shiino miêu tả khoa học năm 1951.